# Билозир, Игорь Иосифович
Игорь Иосифович Билози́р (Белозо́р) (укр. Ігор Йосипович Білозір, 24 марта 1955 — 28 мая 2000) — украинский композитор и исполнитель, лидер ВИА «Ватра», народный артист Украины (1996). Автор популярных песен на украинском языке: «Пшеничне перевесло», «Світлиця», «Від Бога», «Перший сніг», «Весільний марш», «Не сип, мила, скла», «Джерело» и много других.

## Биография
Игорь Билозир родился 24 марта 1955 года в городе Радехове Львовской области. Учился в радеховской СОШ № 1. Первые музыкальные композиции Билозира исполнял школьный вокально-инструментальный ансамбль, а первую профессиональную запись сделал в 1969 году на Львовском радио в передаче «Странствующий меридиан».
Впоследствии переселился во Львов, где проживал по адресу: улица Фредра, дом № 4а. В настоящее время на этом доме висит памятная табличка, а в квартире создан музей композитора. Учился во Львовском музыкально-педагогическом училище и Львовской консерватории. Стажировался в США и Канаде.
С 1977 года — руководитель ВИА «Ритмы Карпат» Львовского автобусного завода, с 1979 года — художественный руководитель и солист ВИА «Ватра» Львовской областной филармонии, исполняющего большинство его песен по сей день. Кроме того, писал песни для своей жены, вокалистки Оксаны Билозир, а также исполнял некоторые песни сам.

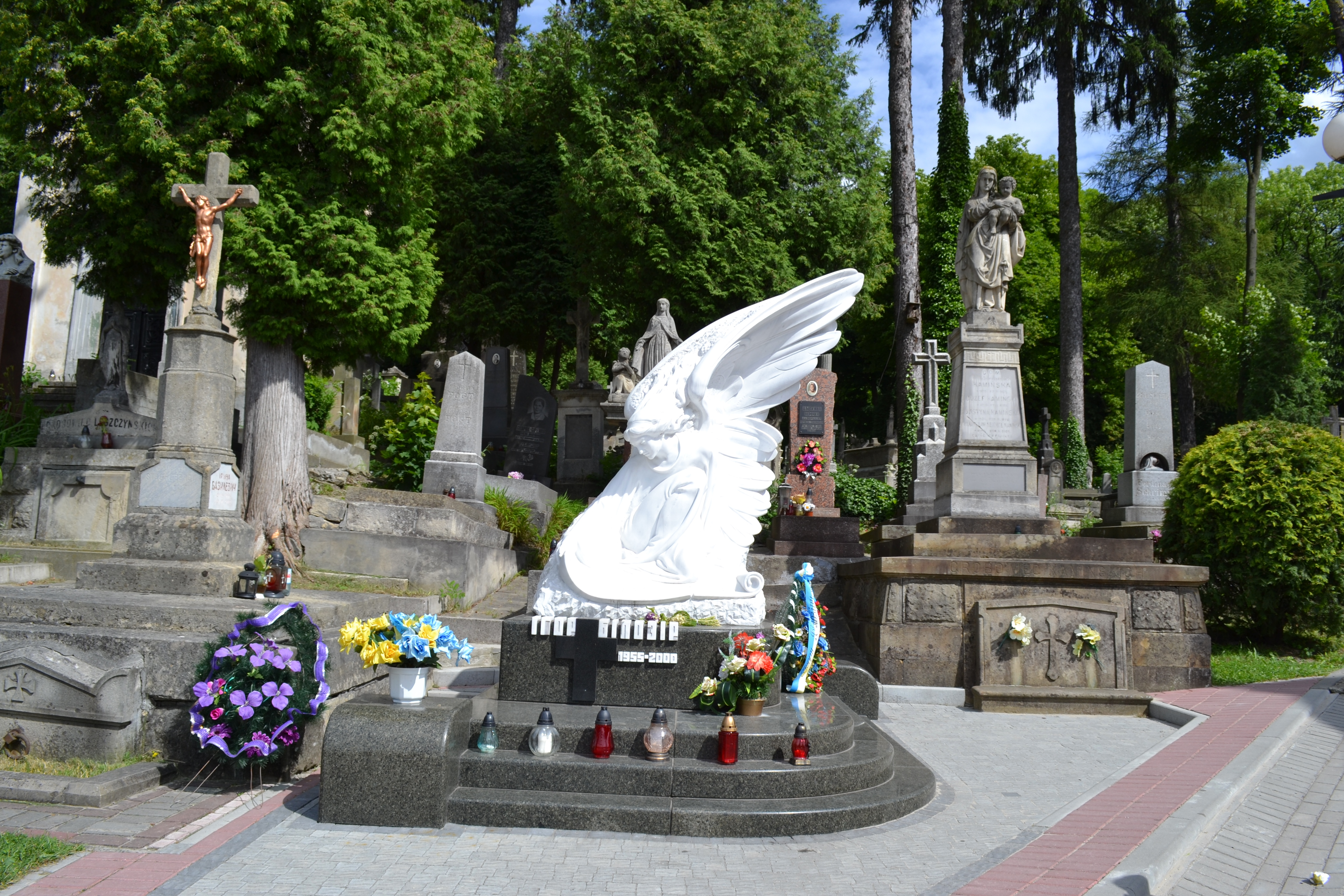
Могила Билозира на Лычаковском кладбище

## Смерть
Избит 8 мая 2000 года в кафе «Цисарська кава» на проспекте Шевченко во Львове за то, что пел украинские песни, что не понравилось подвыпившей компании, распевавшей песни на русском языке. Вследствие причинённых травм 28 мая 2000 года умер в больнице. Похоронен во Львове на Лычаковском кладбище. Двух причастных к убийству композитора лиц — Дмитрия Воронова и Юрия Калинина, суд приговорил к лишению свободы на 10 и 8 лет соответственно.
18 августа 2009 года посмертно получил орден «За заслуги» I степени.

## Семья
Жена — Билозир Оксана Владимировна — украинский культурный и политический деятель; 
Сын — Билозир Андрей Игоревич (род. 21 февраля 1982) — депутат Киевского горсовета, БПП, исполняющий обязанности генерального директора Национальной акционерной компании «Украгролизинг», невестка Лариса — депутат Верховной рады Украины IX созыва, двое внуков.